# Lepidotarphius perornatella
Lepidotarphius perornatella är en fjärilsart som beskrevs av Walker 1864. Lepidotarphius perornatella ingår i släktet Lepidotarphius och familjen gnuggmalar. Inga underarter finns listade i Catalogue of Life.